# Góborfalva
Góborfalva (németül Goberling) Városszalónak  településrésze, egykor önálló község Ausztriában Burgenland tartományban a Felsőőri járásban.

## Fekvése
Városszalónaktól 5 km-re északra fekszik.

## Nevének eredete
A falut először Kapornoknak hívták, csak később változott neve a német eredetű, a 19. században magyarosított maira.

## Története
1279-ben "Kapurnuk" néven említik először. 1388-ban "Kapurnuk", 1392-ben "Kapornok", 1428-ban "Kapornok" néven szerepel a korabeli forrásokban. A Fehér-patak völgyében fekvő település egykor fontos út mellett feküdt, ahol vámot is szedtek. Borostyánkő várának uradalmához tartozott. 1388-ban az uradalommal együtt előbb a Kanizsaiak zálogbirtoka, majd 1392-től tulajdona lett. 1446-tól a Königsberg család birtoka volt. 1644-ben Batthyány Ádám vásárolta meg  Königsberger családtól, attól kezdve a Batthyány család birtoka volt. A Batthyányak a falut a pinkafői uradalomhoz csatolták. Határában a 15. század óta bányásztak különböző érceket, 1744-óta pedig antimont is. Lakói is nagyrészt a közeli bányában, vagy a Batthyányak üvegkohóiban dolgoztak. Bányája 1999-ig működött, ma bányamúzeum található benne.
Vályi András szerint " GOBERLING. Koberling. Német falu Vas Vármegyében, földes Ura G. Batthyáni Uraság, lakosai katolikusok, fekszik Szalonakhoz nem meszsze, ’s ennek filiája, savanyú vizének tisztító ereje van; fürész malom is van itten, határja hegyes, de jó, vagyonnyai külömbfélék, második Osztálybéli."
Fényes Elek szerint " Goberling, német falu, Vas vmegyében, Szalonakhoz 1 óra, 44 kath., 546 ágostai lak., s oskolával. Köves hegyes határ. Fürészmalom. F. u. gr. Batthyáni József, Emanuel és Ferencz. Ut. p. Kőszeg."
1910-ben 668, túlnyomórészt német lakosa volt.
A trianoni békeszerződésig Vas vármegye Felsőőri járásához tartozott. 1942-ben a falu roma lakosságát a németek koncentrációs táborba hurcolták, ahol nagy részük elpusztult. Ezzel a település egyetlen számottevő kisebbségét is elveszítette.

## Nevezetességei
- Szent Erzsébet tiszteletére szentelt római katolikus temploma 13. századi eredetű. A templomot csak 1957-ben vásárolta meg az evangélikus egyház, ekkor épült új nyugati tornya is. Hajójában 14. századi, bejárata felett 16. századi freskó maradványa látható. Utoljára 1987-ben renoválták.
- Bányászati múzeuma 1990-től az egykori antimonbányában működik.
- Világháborús emlékmű.
- A népiskola épületének legrégibb része 1828-ban épült.
- Az ASKÖ Goberling sportegyesületet 1929-ben alapították.
- A falu határában egykor savanyúvízforrás tört fel.

## Külső hivatkozások
- Városszalónak város hivatalos oldala
- A bányászati múzeum ismertetője